# Rotidwerghoningeter
De rotidwerghoningeter (Myzomela irianawidodoae) is een zangvogel uit de familie Meliphagidae (honingeters). De soort werd in 2017 door Dewi Malia Prawiradilaga et al. geldig beschreven en op de IOC World Bird List versie 8.2 geplaatst.

## Verspreiding en leefgebied
Deze soort is endemisch op Roti, een eiland van de Kleine Soenda-eilanden.

## Status
De rotidwerghoningeter komt niet als aparte soort voor op de lijst van het IUCN, maar is daar een ondersoort van de soembadwerghoningeter (M. dammermani irianawidodoae).